# Rémy
Rémy，本名Rémy Camus，1997年1月13日出生于法国欧贝维利耶，是一名法国男歌手。

## 生平
Rémy出生于欧贝维利耶，其成长于当地的一处集中式居民街区（HLM）。在高中毕业会考前夕，他选择放弃并转向音乐创作。他被同居于欧贝维利耶的饶舌歌手Mac Tyer看中，2017年10月首次在Skyrock的《Planète Rap》节目中亮相，同年年底Rémy与Def Jam唱片公司签约。2018年3月23日，Rémy发布了个人首张专辑《C'est Rémy》。

## 作品风格
Rémy的作品主题多与巴黎近郊青年生活及家庭有关，并带有强烈的地域特征，“Auber”（Aubervilliers的简写）在其多个作品中有所出现。

## 专辑
- C'est Rémy（2018年）
- Rémy d'Auber（2019年）
- Renaissance（2022年）
- Camus（2023年）
- Le fils de la gardienne（2023年）

## 个人生活
Rémy曾长期体重超标，他自出道后励志进行运动健身，并在五年内减少了近70公斤。